# Whiteshield
Whiteshield Partners est une entreprise de conseil en politique publique et en stratégie, dont le siège est situé à Londres, au Royaume-Uni,. En 2023, l’entreprise a lancé l’Indice mondial de résilience commerciale, mettant en évidence les économies les plus résistantes aux chocs commerciaux externes.

## Histoire
Whiteshield Partners a été fondée à Londres en 2011. Elle a ensuite ouvert des bureaux à Dubaï en 2013, à Astana en 2015, et à Riyad en 2019. En janvier 2019, Whiteshield Partners a lancé l’Indice mondial de résilience du travail (GLRI), présenté chaque année à Davos lors du Forum économique mondial. 
En 2020, l’entreprise a développé ses capacités en IA, big data et dans son académie interne. En 2021, elle a lancé la Compétition mondiale de politique publique pour recruter des étudiants à haut potentiel et favoriser le dialogue mondial. En 2022, elle a été récompensée par le magazine Consulting en tant que Leader mondial du conseil et a reçu le prix de l'Excellence en innovation,. En décembre 2023, Whiteshield a présenté son premier Indice mondial de résilience commerciale (GTRI 2023) lors de la Conférence des Nations Unies sur le climat à Dubaï,.

### Activités
Whiteshield Partners est une société de conseil en politique publique et en stratégie. Elle collabore avec des gouvernements, l’ONU, l’UNESCO, des autorités locales et des organisations internationales, dont la Banque européenne pour la reconstruction et le développement,,,,,.

## Pour aller plus loin
UNESCO : Sociétés inclusives et résilientes. Éditions UNESCO, 2023. 